# A.O.T.: Wings of Freedom
A.O.T.: Wings of Freedom (進撃の巨人?, Shingeki no kyojin) è un videogioco d'azione basato sulla serie manga e anime L'attacco dei giganti. Sviluppato e pubblicato da Koei Tecmo in collaborazione con Kōdansha, casa editrice del manga, il videogioco è uscito nel 2016 per PlayStation 3, PlayStation 4, PlayStation Vita, Xbox One e Microsoft Windows.

## Modalità di gioco
Il dispositivo di movimento tridimensionale 3D Maneuver Gear permette ai personaggi di muoversi liberamente nei livelli del gioco. Per evitare di renderlo un gioco incentrato sulla mera caccia dei Giganti è stato aggiunto un sistema cooperativo multiplayer, in cui è possibile sacrificare alleati per completare le missioni. I Giganti invece possono essere attaccati su diverse parti del corpo ed è possibile recidere i loro arti per renderli più vulnerabili agli attacchi letali verso il collo.

## Trama
La trama percorre gli eventi della prima stagione dell'anime.

## Sviluppo
Il progetto è iniziato verso la fine del 2013 con la console PlayStation 4 in mente, anche se in seguito saranno adattate due versioni per PlayStation 3 e PlayStation Vita. Lo sviluppo del videogioco è stato affidato all'Omega Force, famoso per la serie Warriors, anche se in questo caso non è stata implementata la formula "uno contro molti" tipica dei videogiochi Warriors, ma "molti contro uno".
Il sistema 3D Maneuver Gear è stato ricreato varie volte con l'obiettivo di renderlo più semplice e fluido possibile.
La storia presentata nell'anime è riproposta interamente, con l'aggiunta di nuove parti per dare risalto a tutti i personaggi della serie. Inoltre la grafica è stata resa simile allo stile dell'anime, e Hajime Isayama, creatore della serie, è stato consultato per adattare la storia al meglio.
Il primo trailer e video di gameplay è stato presentato al Tokyo Game Show 2015.

## Personaggi
I personaggi del videogioco sono gli stessi della serie manga e sono doppiati dalle loro controparti dell'anime. Sono presenti diversi personaggi.

### Giocabili
- Eren Jaeger
- Mikasa Ackermann
- Armin Arlert
- Jean Kirschtein
- Connie Springer
- Sasha Blouse
- Christa Lens
- Levi Ackermann
- Hanjie Zoe
- Erwin Smith

### Non giocabili
- Annie Leonhart
- Reiner Braun
- Berthold Hoover
- Marco Bott
- Mina Carolina
- Keith Shadis
- Pixis
- Ian
- Rico
- Eld Jinn
- Oruo Bozado
- Gunther Schultz
- Petra Ral
- Mike Zacharius
- Nile Dok
- Hitch
- Marlo Freudenberg

### Giganti
- Eren Gigante
- Gigante Colossale
- Gigante Corazzato
- Gigante Femmina
- Gigante Bestia
- Sowey e Bean
- Gigante che ha ucciso la madre di Eren